# Бієшу Марія
Марія Лук'янівна Бієшу (рум. Maria Bieşu; 3 серпня 1935, Волінтір, Аккерманський повіт, Бессарабія, Румунське королівство — 16 травня 2012, Кишинів, Молдова) — молдовська і радянська оперна і камерна співачка (лірико-драматичне сопрано), педагогиня. Народна артистка СРСР (1970), лауреат Ленінської премії (1982), Державної премії СРСР (1974), Герой Соціалістичної Праці (1990).

## Життєпис
Марія Бієшу народилася 3 серпня 1935 року в селі Волінтір району Штефан-Воде.
У 1955 році майбутня співачка була прийнята без іспитів у Кишинівську державну консерваторію, яку закінчила в 1961 році, отримавши потім запрошення в Молдавський державний театр опери і балету.
У театрі Бієшу дебютувала в 1962 році в опері «Тоска» Джакомо Пуччіні. З 1965 по 1967 роки молода співачка стажувалася у міланському театрі Ла Скала. В цей же період вона стає лауреаткою Міжнародного конкурсу імені П. І. Чайковського і перемагає на Міжнародному вокальному конкурсі в Японії, де завойовує титул «Найкраща Чіо-Чіо-сан світу».
Бієшу виступала на оперних сценах у СРСР, США, Чехословаччині, Німеччині, Болгарії, Югославії, Румунії, Угорщині, Польщі, Фінляндії, Австрії, Японії, Австралії, Кубі, Ізраїлі та Бразилії.
У репертуарі співачки налічувалося близько трьох десятків оперних партій у таких операх як «Тоска» та «Мадам Баттерфляй» Пуччіні, «Євгеній Онєгін» і «Пікова дама» Чайковського, «Отелло» і «Трубадур» Верді, «Паяци» Леонкавалло, «Алеко» Рахманінова, «Норма» Белліні, «Сергій Лазо» Гершфельд, «Сільська честь» Масканьї, «Віват, маестро» Доніцетті, «Адрієнн Лекуврер» Чилеа і в багатьох інших.
Марія Бієшу була членом КПРС з 1979 року. Депутат Ради Національностей Верховної Ради СРСР 7-11-го скликань (1966—1989) від Молдавської РСР.
Майже щороку в Кишиневі під патронатом примадонни проходив міжнародний фестиваль оперного та балетного мистецтва «Запрошує Марія Бієшу».
Марія Бієшу заснувала і близько 30 років була беззмінною керівницею Союзу музичних діячів Молдови.

## Відзнаки і нагороди

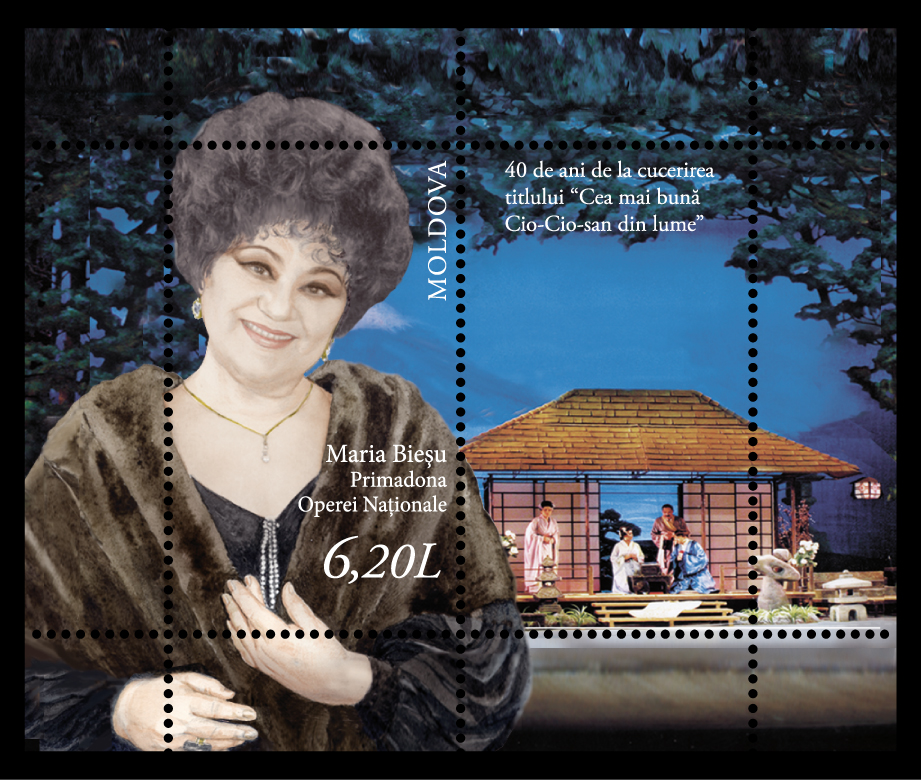
Сцепка марок Молдови

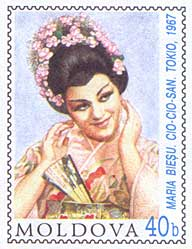
Поштова марка із зображенням Марії Бієшу

- Лауреатка III Міжнародного конкурсу імені П. І. Чайковського (третя премія, 1966)
- Лауреатка I Міжнародного конкурсу пам'яті Міури Тамакі в Японії (Перша премія, «Золотий кубок» і титул «Найкраща Чіо-Чіо-сан світу») (1967)
- Заслужена артистка Молдавської РСР (1964)
- Народна артистка Молдавської РСР (1967)
- Народна артистка СРСР (1970)
- Народна артистка Республіки Башкортостан (1994)
- Герой Соціалістичної Праці (1990)
- Ленінська премія (1982)
- Державна премія СРСР (1974)
- Державна премія Молдавської РСР (1968; за виконавську діяльність — опери «Пікова дама», «Аїда», «Чіо-Чіо-сан»)[5];
- Орден Леніна (1984, 1990)
- Орден Трудового Червоного Прапора (1976)
- Орден «Знак Пошани» (1960)
- Вища нагорода Республіки Молдова — орден Республіки (1992)
- Орден Зірки Румунії (Командорський Хрест) (2000)
- Віцепрезидент Міжнародного союзу музичних діячів (1992)
- Академік Академії наук Республіки Молдова
- Почесний громадянин Кишинева.